# Зурара ибн Айун
Зурара ибн Айун (араб. زرارة بن أعين‎) — один из самых известных сподвижников шиитских имамов Мухаммад аль-Бакира и Джафар ас-Садика. Упоминается в Аль-Фихристе Ибн Надима, трудах шейха ат-Туси и Наджаши. Зурара входит в число восемнадцати сподвижников имамов, относительно справедливости и правдивости которых все шиитские учёные имеют единое мнение.